# Franz Künstler
Franz Künstler (magyarul: Künstler Ferenc; Soósd, ma Románia, 1900. július 24. – Bad Mergentheim, Baden-Württemberg, Németország, 2008. május 27.) az Osztrák–Magyar Monarchia K. u. k. hadseregének utolsó veteránja.

## Élete
Franz Künstler bánáti sváb, anyai ágon a svájci és francia felmenőkkel rendelkező Anna Biel családjába született 5. élő gyermekként. A kertépítész édesapa (Jacob Künstler) Franz születésekor éppen Soósdon dolgozott, házuk azonban Nagykikindán volt (ma Szerbia), ahová néhány hét múlva hazatértek. Itt járta ki az elemi iskolát, majd 1910-1914 között Temesváron (ma Románia) járt polgári iskolába. Ezt követően ismét Nagykikindán élt, ahol kereskedő inas és postahivatali gyakornok volt. 1918. február 6-án hívták be katonának. Alapkiképzését Szegeden, az 5. honvéd gyalogezrednél és az 5. ágyús tüzérezrednél kapta, majd márciusban már Odesszától északra, a keleti frontra vezényelték. 1918. június 20-ától átdobták Asiagóba, az olasz frontra, a magyarok számára nem ismeretlen Piave környékére. Novemberben tért haza a háborúból rongyosan és tetvesen. 
A nagykikindai postahivatalban dolgozott, majd 1919. augusztus 5-től 1920 novemberéig a szegedi Hadbiztosság körletparancsnokságán (az utolsó két hónapban Kecskeméten). 1920 novemberétől 1921. február végéig a szegedi Hadbiztosság polgári alkalmazottja, 1921 márciusától 1922 márciusáig internátusi alkalmazott volt. 1921. október 4-én a még építés alatt álló szegedi Fogadalmi templomban házasságot kötött Anna Seblatnig klagenfurti (Ausztria) polgárleánnyal. A frigyből egy fiúgyermek, Ferenc született 1922. november 23-án. (Ő Budapesten élt haláláig, 2023. augusztus 14-ig.) A házaspár 1922 márciusában költözött Pestszenterzsébetre (akkor még önálló község Budapest mellett). 1925-ig az Általános Fogyasztási Szövetkezetnél vállalt állást, majd 1925 júniusától az év végéig saját cukrászdát működtetett a pestszenterzsébeti Kossuth Lajos utcában. Ekkor súlyos tbc-fertőzésben megbetegedett, s ebből teljesen csak 1930-ra gyógyult fel. 1927-1930 között a Binet és Barna textilüzletben dolgozott, 1931 és 1946 között pedig önálló játék- és acélárú-kereskedést folytatott.
1934 húsvétján elhagyta családját, majd ugyanezen évben élettársi kapcsolatot létesített Agócs Erzsébettel (Nagykörű, 1897-Niederstetten, 1979), akivel annak haláláig együtt is élt. 1935-ben Soroksár-Újtelepre költöztek (Návay Lajos u. 16.), s ott is éltek kitelepítésükig, 1946. május 13-ig. (1944 júniusa és 1945 márciusa között ideiglenesen Halimbán éltek egy bérlakásban.)
A második világháború idején az első behívóparancsot 1944. április 3-án kapta (a Lobkowitz- laktanyába), a másodikat 1944 nyarán (a Ganz-gyárba), de korábbi betegségére tekintettel nem sorozták be. 1944 szeptemberében tüdőgyulladást kapott, ennek ellenére 1945 januárjában az általános hadkötelezettség keretében megkapta a harmadik behívóparancsot is. Visszaemlékezése szerint a sorozóorvost lefizetve nem kellett bevonulnia. 1945 márciusában saját kétfogatos lovaskocsiján Szentgotthárdon keresztül Ausztriába menekültek (Graz–Mur–Lienz), de júniusban visszahozzák őket Soroksár-Újtelepre. 
1945. október 4-től 1946 januárjáig internálták a Károly-laktanyába (ma Főpolgármesteri Hivatal), ahonnan megszökött, majd 1946 májusáig Kiskunlacházán és Ráckevén bujkált ismerősöknél. 1946. május 13-ával mint aki a korábbi népszámlálás alkalmával német ajkúnak vallotta magát, illetve a Volksbund tagját, kitelepítették (Élettársának nem kellett volna elhagynia az országot, de a rábeszélés ellenére nem volt hajlandó megválni párjától, és vele tartott. Jellemző, hogy amikor az 1970-es évek elején Franz már hazalátogathatott, ő akkor sem kapott magyarországi vízumot. A rendszer soha nem bocsátotta meg "hűségét".) A kitelepítetteket Passau–Ulm–Weiblingen útvonalon először a backnangi lágerbe vitték, majd Bad Mergentheimen át 1946. június 14-én Niederstettenbe érkeztek. Itt a Schloss Haltenbergstetten volt lelkészlakásában (a Hohenlohe-Jagstberg család kastélyában) éltek. 1949-től 1951-ig Stuttgartban a dobozgyárban, 1952-1955 között Bad Mergentheimben a kávéfőzőgép-gyárban dolgozott, s 1955-ben ment nyugdíjba. Nyugdíjasként a kastély vadászati múzeumának őreként és – humora, valamint élemedett kora ellenére friss szellemi és fizikai állapota miatt – a látogatók legendás tárlatvezetőjeként szinte haláláig tevékenykedett.
Franz Künstler születésétől fogva 46 éves koráig, azaz kitelepítéséig magyar állampolgár volt. Ő volt az Osztrák-Magyar Monarchia hadseregének legidősebb élő katonája. A niederstetteni temetőben helyezték végső nyugalomba élettársa mellé.